# 720 Bohlinia
720 Bohlinia eller 1911 MW är en asteroid upptäckt 18 oktober 1911 av den tyske astronomen Franz Kaiser i Heidelberg. Asteroiden har fått sitt namn efter Karl Bohlin, svensk astronom, verksam vid Uppsala astronomiska observatorium.
Den tillhör asteroidgruppen Koronis.